# Zjevení Panny Marie v Lurdech
Ke zjevení Panny Marie v Lurdech mělo docházet ve dnech od 11. února do 16. července 1858. Celkem mělo dojít k 18 zjevením  Panny Marie tehdy čtrnáctileté dívce Bernadettě Soubirousové v malé jihofrancouzské obci Lurdy, v podhůří Pyrenejí. Tyto události, včetně církevně uznaných zázračných uzdravení nemocných, vyústily v pozdější prohlášení Bernadetty Soubirousové za svatou. Samotné Lurdy se staly jedním z nejvýznamnějších křesťanských poutních míst a 11. únor je v katolické církvi slaven jako Svátek Panny Marie Lurdské.

## Průběh prvního zjevení

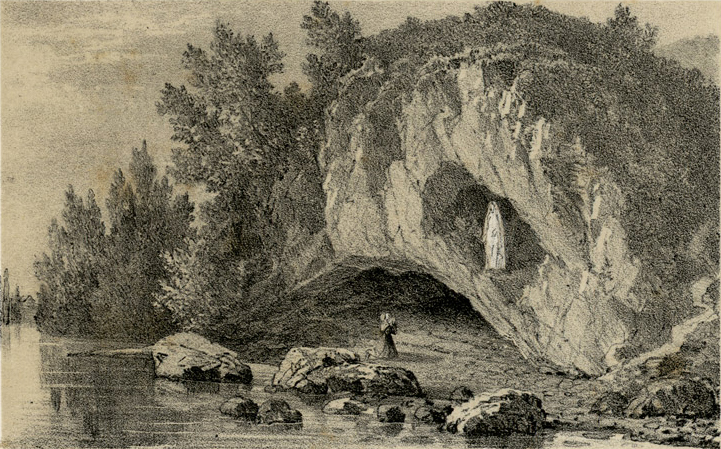
Zjevení v Lurdech (kresba)

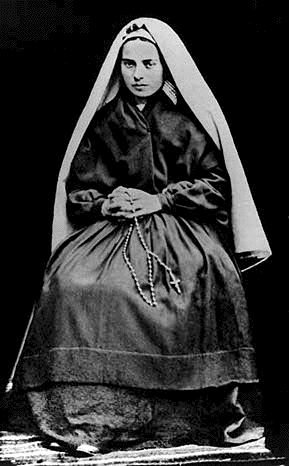
sv. Bernadetta Soubirousová (z r. 1866)

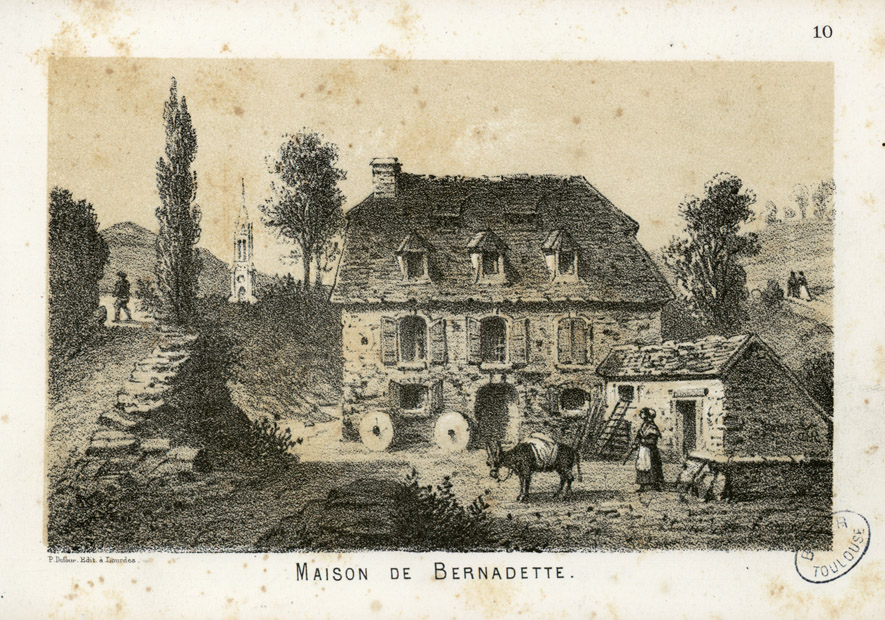
Domov sv. Bernadetty

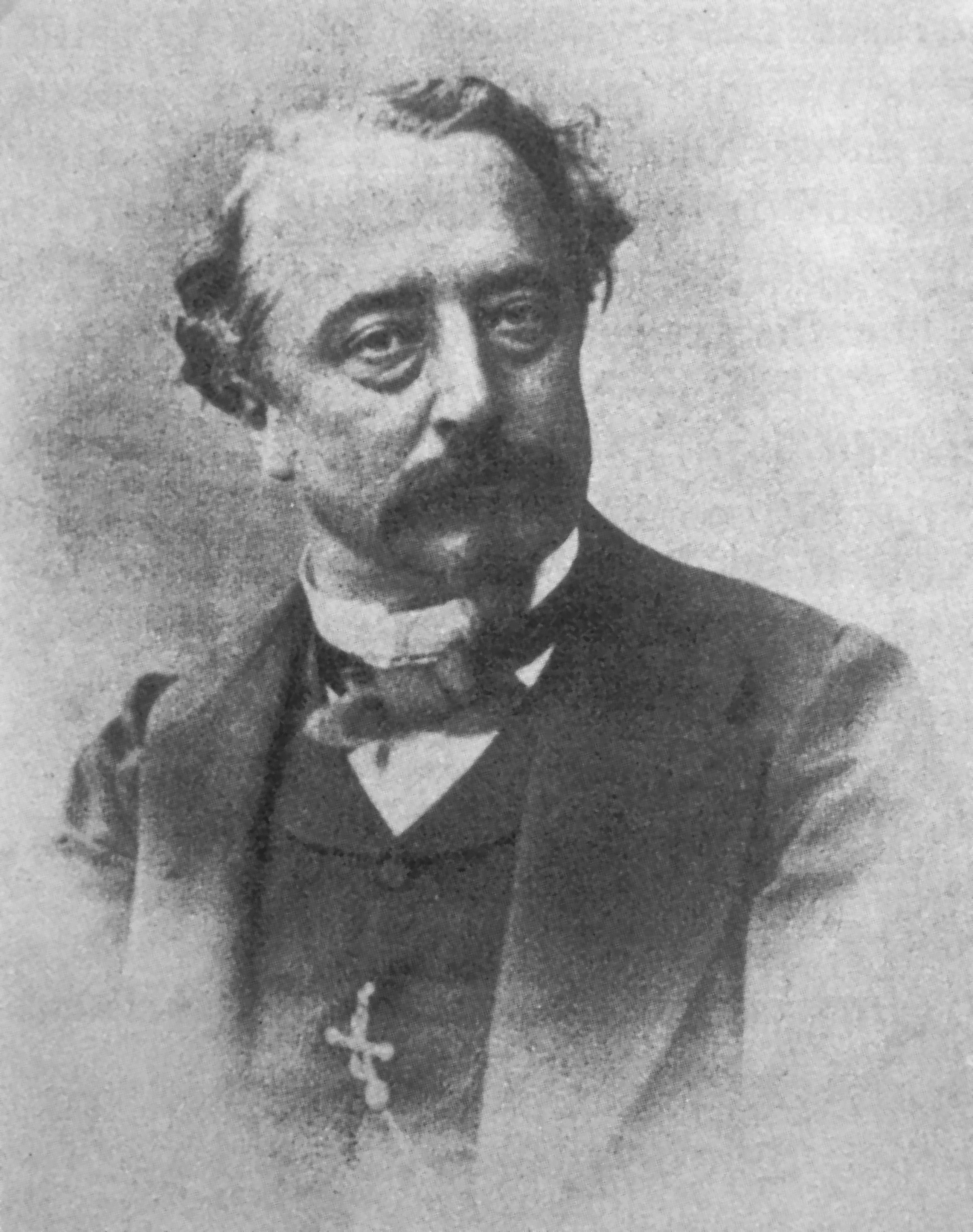
Dominique Jacomet

Dne 11. února 1858 Bernadetta Soubirousová, sestra Toinetta a přítelkyně Jeanne Abadiová šly hledat (sbírat) dřevo a další věci, které by mohly prodat. Směřovaly na veřejný pozemek daleko za obec. Dostaly se až k soutoku mlýnského náhonu Sávy a řeky Gávy. Na této rovinaté písčině se Bernadetta opozdila. Obě dívky byly již na druhém břehu náhonu Gávy. Když je chtěla dostihnout přebroděním koryta, zaslechla závan větru. Ohlédla se, ale nic nezpozorovala. Po chvíli opět pocítila vítr. Všimla si, že se ve výklenku skalního útvaru nazývaného Massabielle rozzářilo ohromující světlo. Obepínalo postavu nádherné mladé ženy oblečené do bílých šatů s modrou páskou (šerpou). Přes hlavu měla natažený dlouhý závoj a u každé její nohy se objevila jedna růže. Ruce sepjaté k modlitbě, růženec visel mezi loktem a zápěstím. Dívka byla z počátku ohromena a ochromena tak, že nemohla nic udělat. Až po chvíli se dokázala pokřižovat a díky tomu z ní opadla nejistota. Klekla si a začala se modlit růženec – poté Panna Maria pokynula, aby k ní přistoupila blíže. Bernadetta se k tomu ale neodvážila, proto zjevení zmizelo.

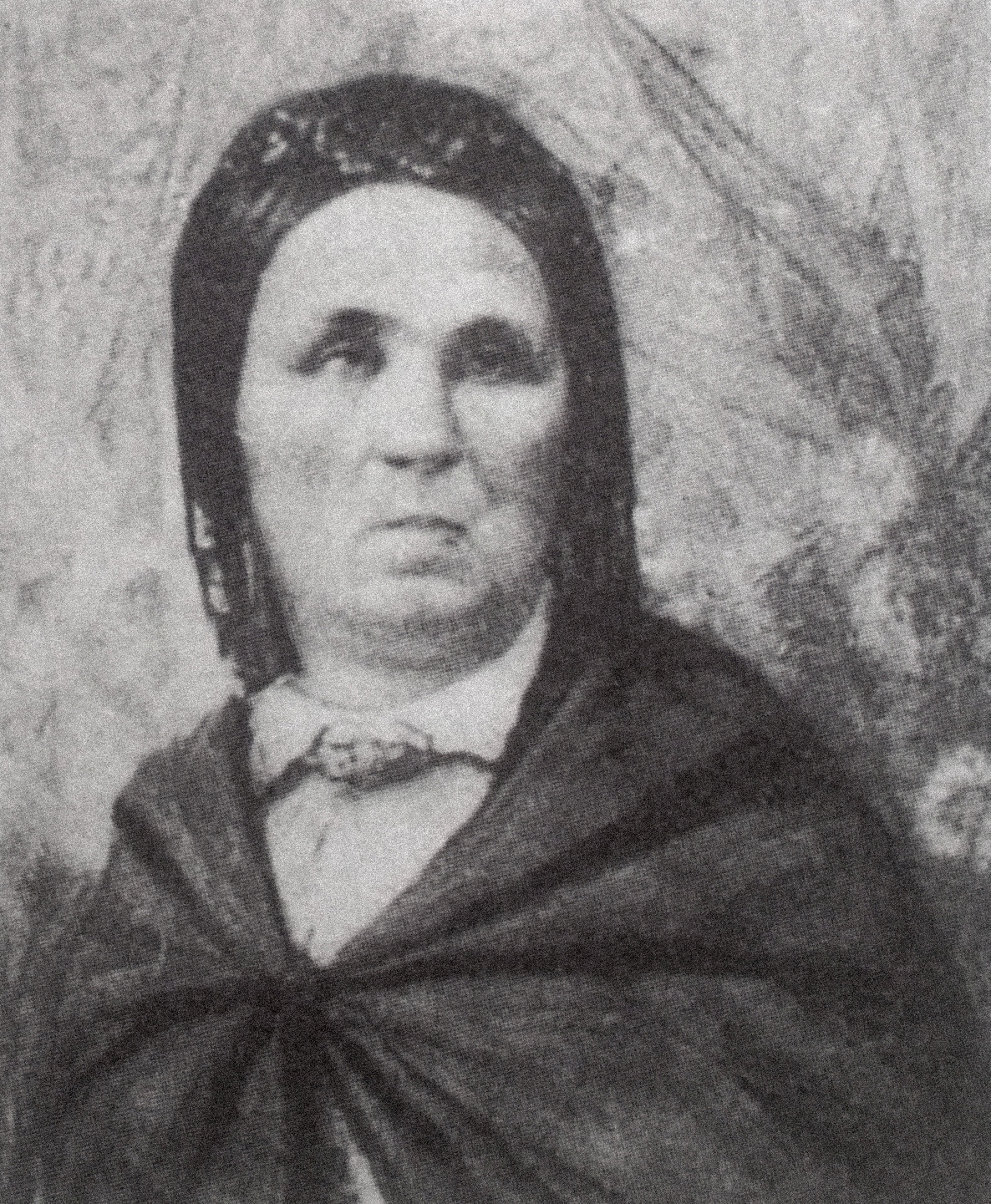
Madam Milhetová

## Průběh druhého zjevení
Těsně po prvním zjevení se Bernadetta přiznala ke svému zážitku sestře a své kamarádce, které byly s ní sbírat dřevo. Toinetta, i přes slib mlčenlivosti daný Bernadettě, vše oznámila doma matce. Ta označila vše za výmysl a zakázala dívce chodit k Massabielle. Avšak již 14. února 1858, po perném přemlouvání, dostala od rodičů souhlas k dalšímu navštívení místa zjevení. Sestry a spolužačky šly s ní. U jeskyně se Bernadetta opět spojila s bytostí, kterou označovala slovem "Aqueró" (v překladu "ono" nebo "tamto"). Při modlitbě se dostala do hlubokého transu. Kůže na obličeji se jí natáhla tak, že vypadala průsvitně, až vznikal dojem, že z ní vychází záře. K tomu se ještě mírumilovně usmívala. Z jejího stavu ji ani neprobralo padající kamení ze skály, které z legrace svrhla její přítelkyně Jeanne. Až místní mlynář, který byl přivolán, ji po delší námaze dostal ze skalního výklenku do svého stavení, kde si ji vyzvedla její matka Louisa Soubirousová, a definitivně ji zakázala navštěvovat Massabielle.

## Průběh třetího zjevení
Zprávy o lurdských zjeveních se však rychle rozšířily a za dva dny Bernadetta dostala za úkol od bohaté paní Milhetové, aby si nechala na kus papíru napsat jméno záhadné paní. Myslela si totiž, že se jedná o ducha její nedávno zesnulé kolegyně z křesťanského spolku Mariiných dětí. Vodítkem jí byl oděv, který zjevení mělo na sobě. Ten se totiž shodoval s hábitem tohoto laického společenství. Díky tomu Bernadetta dostala povolení od matky navštívit potřetí skalní útvar v doprovodu paní Milhetové a její důvěrnice Antoinetty. Vydaly se tam 18. února 1858 časně zrána. U výklenku zapálily svíčku, klekly si a začaly se modlit. Když se zjevila Panna Maria (viděla ji jen Bernadetta), tak se odmítla podepsat na papír s tím, že to není nutné. Sdělila jí ale, že by si přála, aby sem docházela přesně patnáct následujících dní, protože by se ráda s ní setkávala. Dívka slíbila, že její přání splní.

## Další vývoj událostí (výběr důležitého)
20. únor 1858 – Při pátém zjevení Panna Maria naučila Bernadettu modlitbě. Její obsah nikdy nezveřejnila. Vizionářka se ji modlila po celý svůj krátký život. Byla požádána Pannou Marií, aby se modlila za hříšníky.

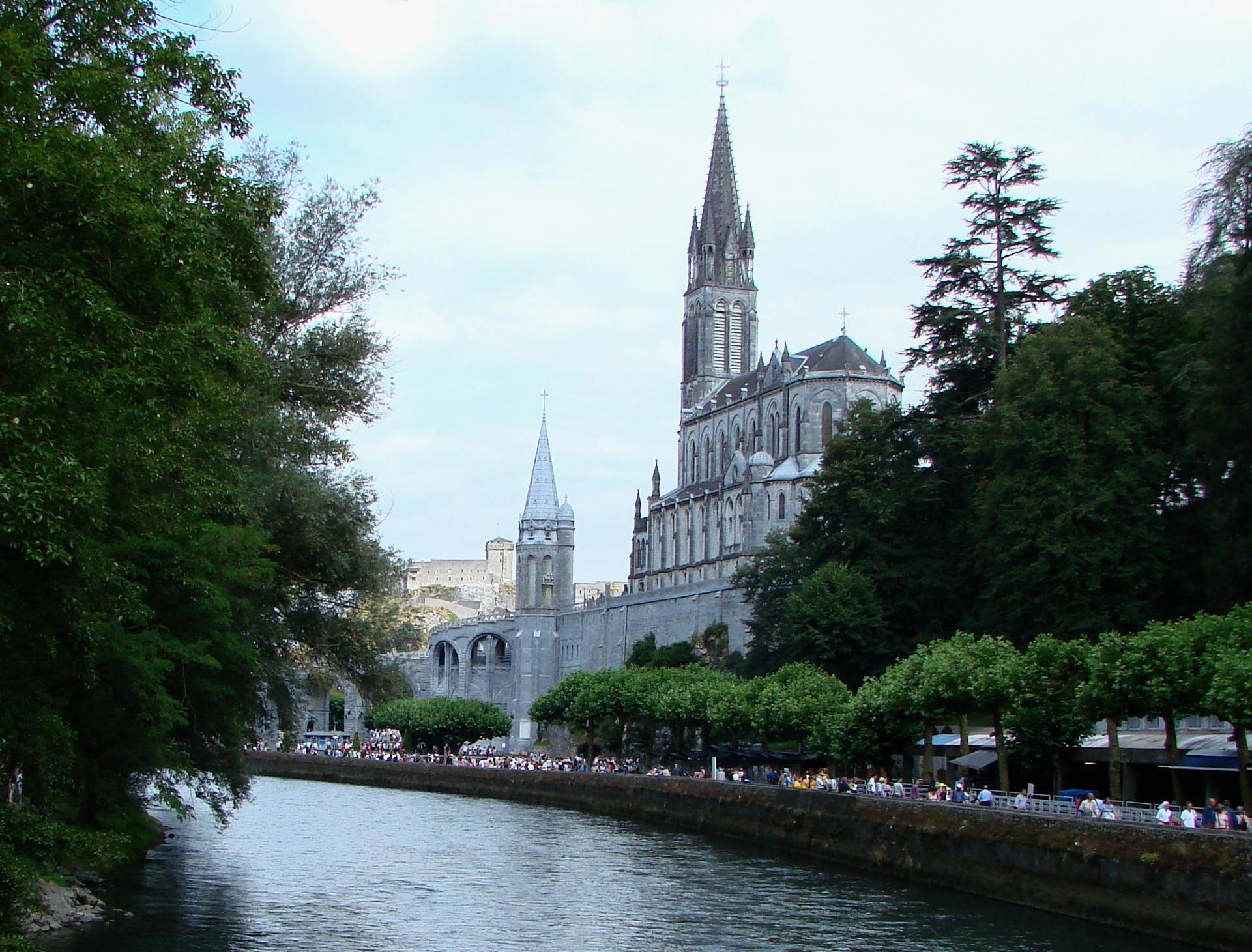
Lurdy - dnešní pohled na místo zjevení

21. únor 1858 – Po šestém zjevení byla Bernadetta předvolána místním policejním komisařem Dominiquem Jacometem. Měl obavy, že kvůli velkému množství lidí, kteří při posledních zjeveních doprovázeli Bernadettu, by se mohla stát nehoda. Velká část lidu totiž u místa zjevení neukázněně posedávala po větvích stromů i po skalním útvaru. Komisař vyřešil tento problém tak, že jí k Massabielle zakázal chodit pod pohrůžkou pobytu ve vězení.
22. únor 1858 – Kněz Pomian poradil při zpovědi Bernadettě, aby nedbala zákazů četníků a šla znova k Massabielle, protože jí v tom nemohou bránit.
23. únor 1858 – Při sedmém zjevení přišli s davem i obecní hodnostáři a místní lékař – Pierre R. Dozous. Asi po hodinovém Bernadettině transu, který obsahoval též kajícné prvky (klanění, polibky země a chození po kolenou) prohlásil, že tyto události jsou atypické a dívka prý prožívá něco výjimečného.
24. únor 1858 – Na osmé zjevení přišlo tři sta lidí. Kajícné prvky doprovázel neustálý pláč a sténání. Nakonec Bernadetta vyslovila třikrát za sebou slovo "pokání", které prý opakovala po Panně Marii.
25. únor 1858 – Deváté zjevení sledovalo tři sta padesát lidí. Jako "pejsek" lezla dívka kolem jeskyně, něco hledala a hrabala v hlíně, až našla malou špinavou kaluž. Snažila se z ní nabrat vodu, i když byla plná listí a bláta. Podařilo se jí to až napočtvrté, poté část vypila a zbytkem si umyla obličej. Nakonec utrhla divoce rostoucí potočnici a začala ji žvýkat. Po tomto výstupu, který taktéž zahrnoval kajícné prvky (hlavně líbání země), velká část z davu označila zablácenou Bernadettu za blázna a lurdská zjevení za výmysl. Ale již odpoledne část vesničanů u Massabielle zjistilo, že z původní kaluže je slabý potůček. Začali nabírat vodu a rozšiřovat, že má pro místní nemocné zázračné účinky. Dívka toho večera byla bezvýsledně vyslechnuta místním císařským prokurátorem.

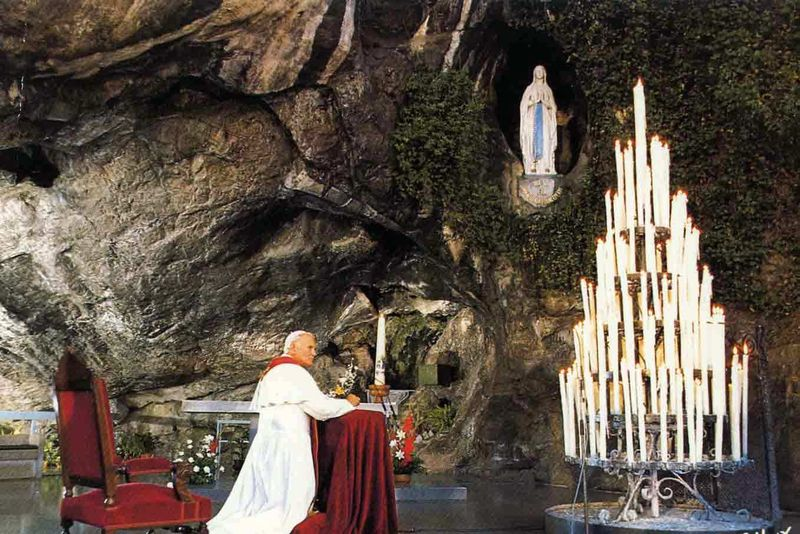
Místo zjevení v Lurdech navštívil i papež Jan Pavel II (v r. 1983).

26. únor 1858 – Svatá Panna se nezjevila. Bernadetta i početná doprovodná skupina lidí odešli z místa zklamaní.
27. únor 1858 – Desátého zjevení se zúčastnilo téměř osm set lidí. Bernadetta v transu opět pila vodu a konala obvyklé kajícné úkony.
28. únor 1858 – Po jedenáctém zjevení byla opět vyslechnuta. Tentokráte soudcem Clémentem Ribesem, opět bezvýsledně.
1. březen 1858 – Dvanácté zjevení proběhlo poprvé za přítomnosti kněze.
2. březen 1858 – U třináctého zjevení se shromáždilo více než 1650 lidí. Krásná paní přikázala, aby kněží nechali u Massabielle postavit kapli pro poutníky, kteří by sem měli chodit v procesích. Po dvou návštěvách místní fary dokázala přes rezervovaný postoj čtyř duchovních sdělit požadavek Matky Boží. Odešla však s nepořízenou.
3. březen 1858 – Svatá Panna se nezjevila v obvyklých ranních hodinách, ale až na druhý pokus, mnohem později. Bernadettu opět poslala za farářem se stejným vzkazem. Ten si vyžádal, aby mu krásná paní dala důkaz tím, že nechá rozkvést růžový keř u skalního útvaru, kde se zjevuje.
4. březen 1858 – Tímto dnem bylo završeno dvoutýdenní každodenní zjevování Panny Marie. Účast tomu odpovídala, u skalního útvaru se tlačilo 10000 diváků. Avšak Panna Maria ani nevyslovila své jméno, ani nenechala rozkvést keř. Všichni odcházeli zklamaní. Bernadetta se již k jeskyni nevracela, neměla důvod.
25. březen 1858 – Po proběhlé radostné předtuše šla s rodiči k Massabielle. Byl zde početný dav, protože byl svátek Zvěstování Panny Marie. "Aqueró" skutečně přišlo. Dívce nakonec zjevení řeklo, že je "Neposkvrněné početí". Když se to dozvěděl farář Peyramale (ten, který chtěl jako důkaz od Panny Marie, aby rozkvetl keř), oněměl úžasem, protože věděl, že prostá dívka nemohla znát tuto novou (a tehdy stále ještě diskutovanou) dogmatiku katolické církve.
7. duben 1858 – Při tomto zjevení držela Bernadetta v rukou zapálenou svíci, jejíž plamínek po celou dobu procházel skrze její prsty, aniž by je spálil. Došlo k prvnímu úřednímu sčítání lidí, kteří přišli k Massabielle za účelem pozorování lurdských zjevení. Oficiální údaje uvádějí 9060 osob, z toho 4288 z Lurd.
16. červenec 1858 – Při posledním zjevení, stejně jako při prvním, neprobíhala verbální komunikace. "Aqueró" prý bylo krásnější než kdykoliv předtím.

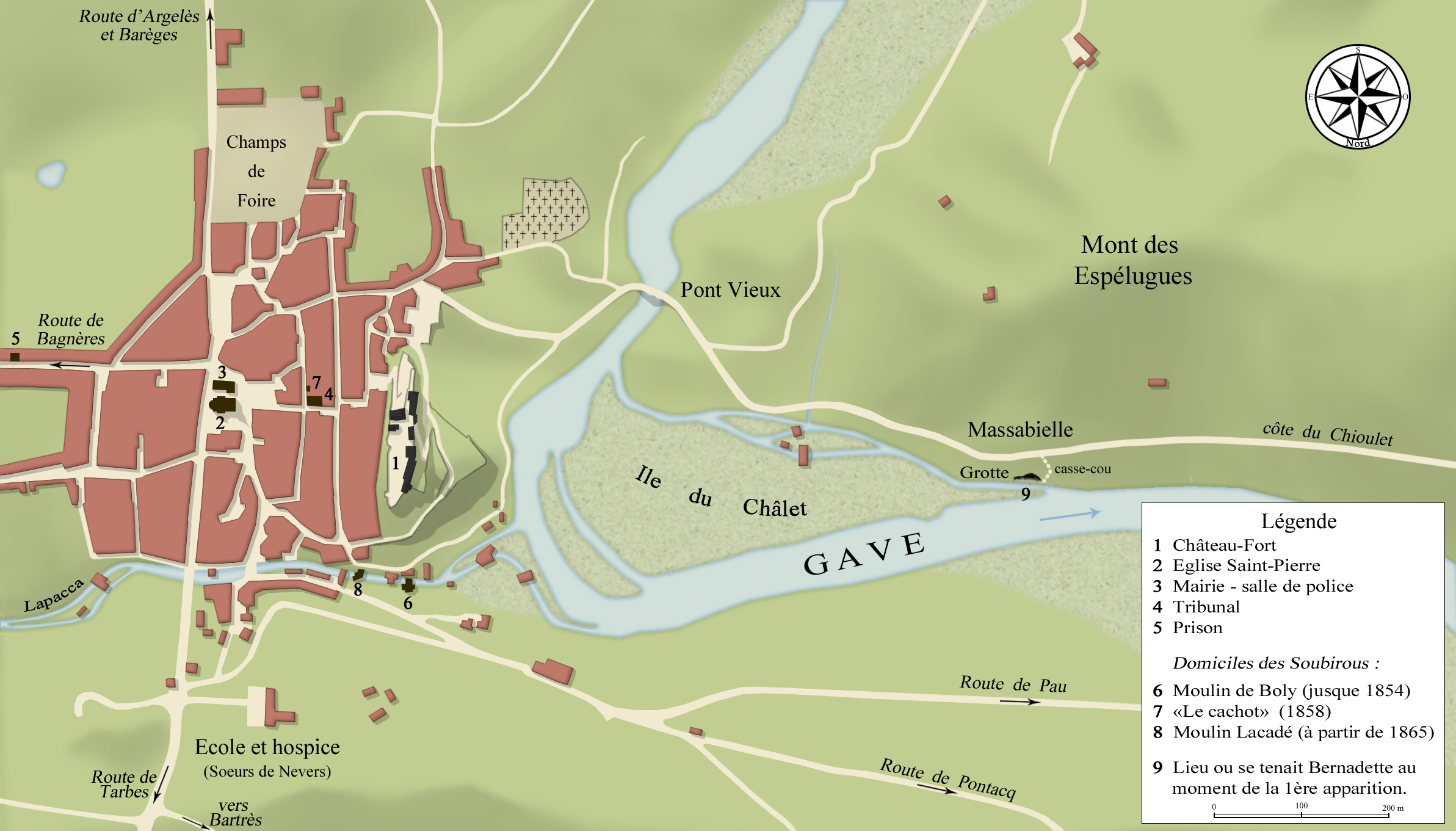
Lurdy v roce 1858

## Údajné zázraky – uzdravení nemocných

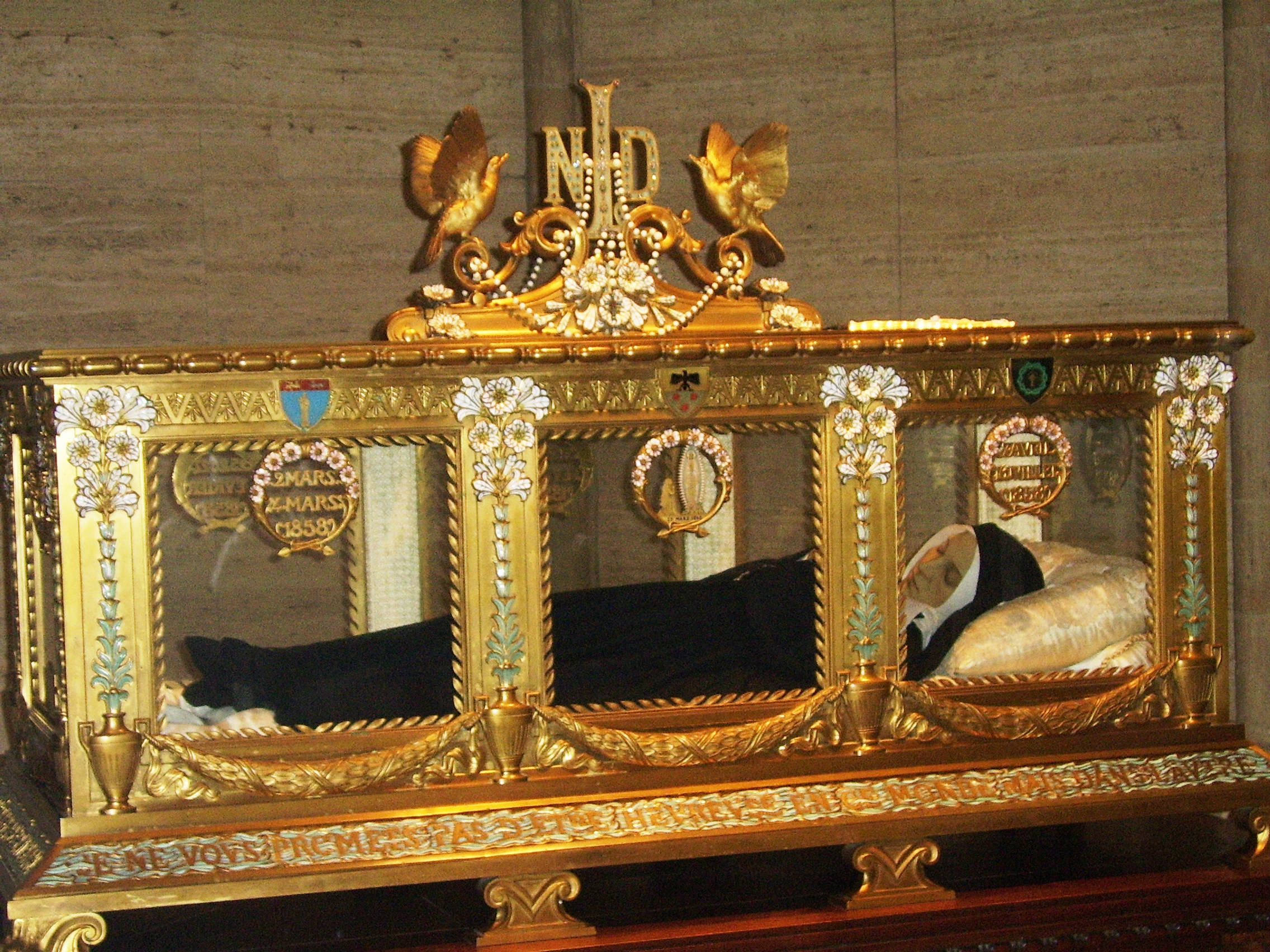
Sv. Bernadetta ve skleněné rakvi

Voda z pramene u Massabielle již druhý den po svém nálezu údajně uzdravila prvního nemocného. Údajné zázraky neustále (i během dalších let) pokračovaly, a proto byl v roce 1892 zřízen Lékařský úřad, který zkoumal a dodnes zkoumá důvěryhodnost jednotlivých případů. Do současnosti se díky pramenu v Lurdech mělo uzdravit téměř 7000 nemocných. Církví uznaných je pouze 68, a poslední (uznané) uzdravení proběhlo v roce 2002. Tehdy se měl vyléčit Jean François Serge díky koupeli v lurdské vodě z bolestivého ochrnutí levé nohy.

## Odezva v kultuře

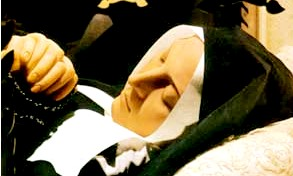
Sv. Bernadetta ve skleněné rakvi (detail tváře)

V roce 1940 slíbil sklíčený český židovský spisovatel Franz Werfel u místa zjevení před jeskyní Massabielle, že pokud se mu podaří utéct do Ameriky před nacistickou persekucí, tak bude, doslovně řečeno, "zpívat píseň o Bernadettě". Později se mu opravdu podařilo uprchnout a svému slibu dostál, protože v roce 1941 vydal knižně román s prvky dokumentu Píseň o Bernadettě, který pojednává o zjeveních a životě této světice. V roce 1946 byl také na základě jeho knihy natočen stejnojmenný film.

## Nepoškozené tělo
Po smrti Bernadetty Soubirous její tělo nepodlehlo rozkladu. Pouze na tvář a ruce je pro vystavení v kostele nanesena tenká vrstva vosku. Tímto způsobem není možné žádné tělo mumifikovat, zachovat nedotčené vnitřní orgány, pružné svaly apod. Zvláště ne, když je tak učiněno sto let po smrti. Neporušenost těla po smrti v tomto i několika jiných případech zůstává pozoruhodným, dosud nevysvětleným jevem. Pro mnohé křesťany se tato skutečnost stává oporou pro jejich přesvědčení o nadpřirozeném charakteru daného jevu.